# Надсон Родригеш де Соуза
Надсон Родригеш де Соуза (30. јануар 1982) бивши је бразилски фудбалер.

## Репрезентација
За репрезентацију Бразила дебитовао је 2003. године. За национални тим одиграо је 2 утакмице.

## Статистика
| Бразил | Бразил | Бразил |
| Год.   | Ута.   | Гол.   |
| ------ | ------ | ------ |
| 2003   | 2      | 0      |
| Укупно | 2      | 0      |